# US Open 2013 (golf)

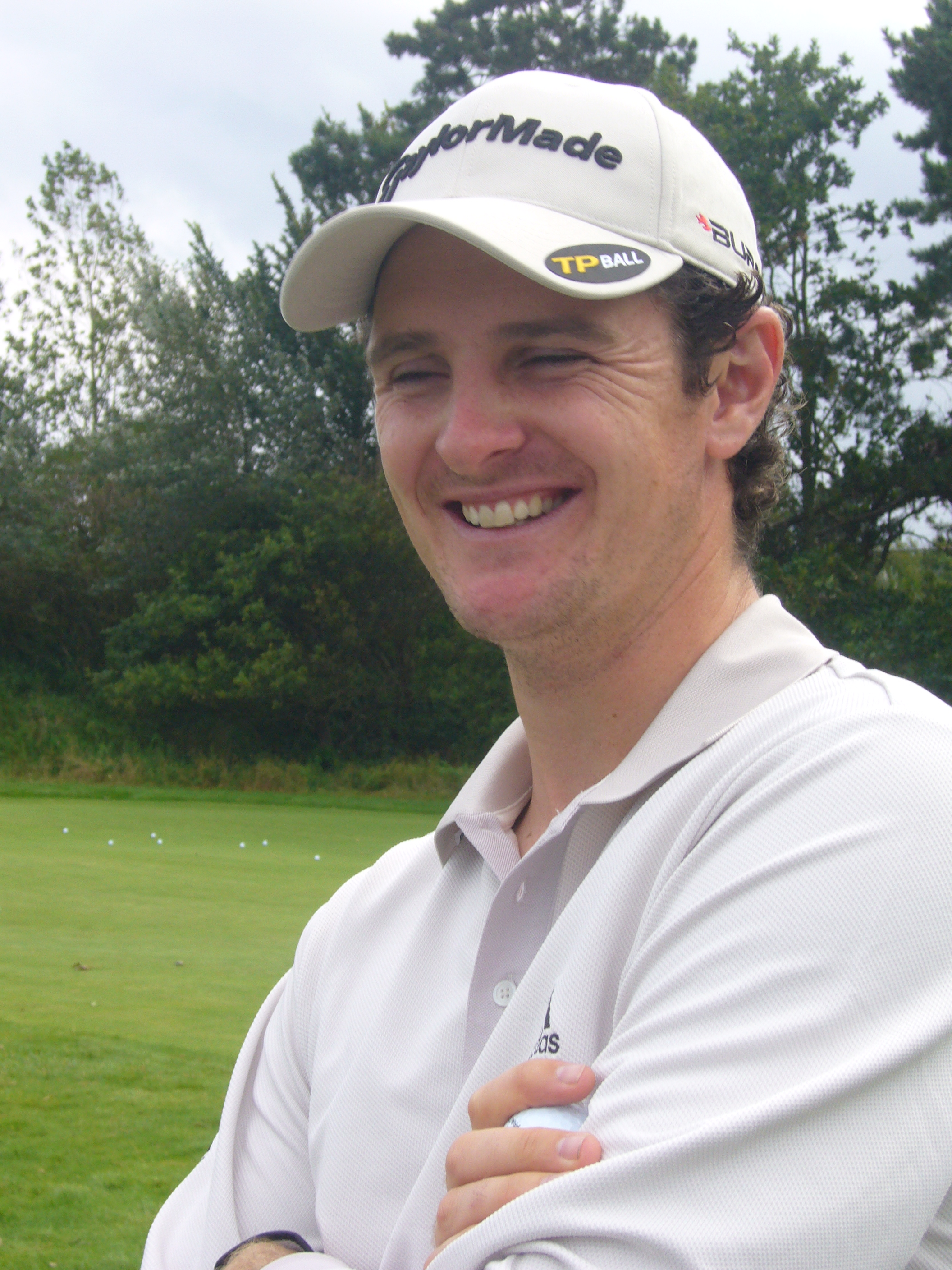
Justin Rose, winnaar van het toernooi in 2013

Het US Open van 2013 werd gespeeld van 13-16 juni. Het werd gespeeld op de Merion Golf Club in Pennsylvania, waar het ook in 1934, 1950, 1971 en 1981 werd gespeeld. Titelverdediger was Webb Simpson, die het toernooi op de Olympic Club in San Francisco won met een score van 281 (+1). De editie van 2013 werd gewonnen door Engelsman Justin Rose die onder zware omstandigheden als enige op +1 wist te blijven.

## Kwalificatie
Local qualifyer
Professionals en amateurs die niet automatisch gekwalificeerd zijn, kunnen proberen via een van de 75 lokale voorkwalificatie-toernooien een startbewijs te krijgen voor het uiteindelijke 36-holes kwalificatietoernooi dat op 27 mei en 3 juni gespeeld wordt. De maximale handicap voor amateurs is 1.4; aan de 'local qualifyer'-toernooien deden in 2012 9006 spelers mee.
Sectional qualifyer
Per toernooi ging een klein aantal spelers door naar een van de 13 'sectional qualifyers' (11 in de VS, 1 in Japan, 1 in Engeland). Daar werden 36 holes op één dag gespeeld om te bepalen welke spelers een startbewijs kregen.

De 'local' kwalificatietoernooien van 2013 werden op 111 verschillende banen in de Verenigde Staten gespeeld tussen 3 en 16 mei. 
De 'sectional' kwalificatietoernooien van 2013 worden op 27 mei op Walton Heath in Engeland en  op de Ohtone Country Club in Japan gespeeld en op 3 juni op elf banen in de Verenigde Staten.
Het kwalificatietoernooi in Japan had 33 deelnemers. Er waren 5 plaatsen beschikbaar. Matsuyama won met een score van −8. Er stonden drie spelers met een score van −2 op de 5de plaats. Bij de play-off viel Masanori Kobayashi af.
Het kwalificatietoernooi in Engeland had 92 deelnemers. Er waren 12 plaatsen beschikbaar. Het 36-holes toernooi eindigde in een play-off tussen José María Olazabal, Tano Goya, Chris Doak, Rikard Karlberg, John Parry en David Howell. Olazabal, Howell en Parry maakten een birdie op de eerste hole en hadden hun plaats verdiend. De andere drie spelers maakten par op de volgende twee holes. Daarna maakte Karlberg, waardoor hij afviel.
De 11 kwalificatietoernooien in de Verenigde Staten waren op 3 juni. Het aantal beschikbare plaatsen was afhankelijk van het aantal deelnemers. Er deden verschillende bekende namen mee zoals David Duval op Colonial, Rocco Mediate, Justin Leonard, Todd Hamilton en Tom Kite op Lakewood, Mike Weir en Camilo Villegas op Brookside. Geen van hen kwalificeerde zich. Thomas Pieters studeert in Illinois en probeerde zich te kwalificeren op Springfield, hetgeen mislukte.

Alan Dunbar, winnaar van het Brits Amateur in juni 2012, werd na het spelen van de Masters in 2013 professional, en had dus geen automatisch recht meer om het US Open te spelen.

## Verslag
Dit is de 113de editie van het US Open. In de week voor het toernooi is 15 cm regen gevallen en meer regen is voorspeld. De par van de baan is 70.

Er zijn  156 spelers, 40 daarvan zijn lid van de Europese Tour, vijf van hen zijn voormalige winnaars. In 1981 werd het US Open voor het laatst op Merion gespeeld, er waren toen maar vier spelers van de Europese Tour (Ballesteros, Sandy Lyle, Greg Norman en Mark McNulty).

### Ronde 1
Reeds twee uren na de eerste start werden de spelers weer naar binnen geroepen wegens naderend onweer. Nicolas Colsaerts startte in de eerste groep op hole 11 en stond −2 na zeven holes. Ian Poulter begon met drie birdies en stond aan de leiding maar na de onderbreking ging het met hem bergafwaarts.

De onderbreking duurde ruim 3½ uur. Er moesten nog ongeveer 60 spelers starten.
Vrijdag werd eerst ronde 1 afgemaakt. Mickelsen maakte nog een birdie en werd clubhouse leader, Luke Donald net een slag voorblijvend. Adam Scott, die donderdag na 11 holes op −3 stond, eindigde vrijdag ochtend op +2.  
De laatste vijf holes van de baan zijn moeilijk, de gemiddelde scores tijdens ronde 1 waren: 
- hole 14, par 4: 4.3270
- hole 15, par 4: 4.3654
- hole 16, par 4: 4.3590
- hole 17, par 3: 3.4679, 223 meter lang, 11 dubbel-bogeys!
- hole 18, par 4: 4.7756, er werden hier maar 2 birdies gemaakt, 55 par's, 75 bogeys en 24 dubbel-bogeys.

De 22-jarige Kevin Phelan, die al twaalf jaar in Florida woont, is de beste amateur en staat met een score van +1 op een gedeeld 18de plaats met onder meer Ernie Els, Ian Poulter en Justin Rose.

### Ronde 2
Ronde 2 kon om 09:45 uur lokale tijd beginnen.

Billy Horschel, nummer 50 op de wereldranglijst, maakte een ronde van −3 en kwam naast Mickelson aan de leiding, die zijn enige birdie op hole 18 maakte net voordat de toeter ging die een tweede spelonderbreking aankondigde. Slechts drie spelers van de ochtendronde hadden een score onder par. Steve Stricker en Justin Rose maakten 69. 

Ronde 2 werd dus zaterdag afgemaakt. De enige speler die na de onderbreking onder par speelde, was Charl Schwartzel, die daarna op de gedeeld 6de plaats stond.

### Ronde 3
Phil Mickelson bleef aan de leiding en was de enige speler waarvan de totaalscore onder par bleef. De namen die in de top-10 staan, zijn ook in Europa bekend, opvallend is de 19-jarige amateur Michael Kim, die hier zijn debuut maakt. Hij won eerder deze maand de Haskins Award als beste amateur van het beste college team, waardoor hij een wildcard kreeg voor de Greenbrier Classic.

### Ronde 4

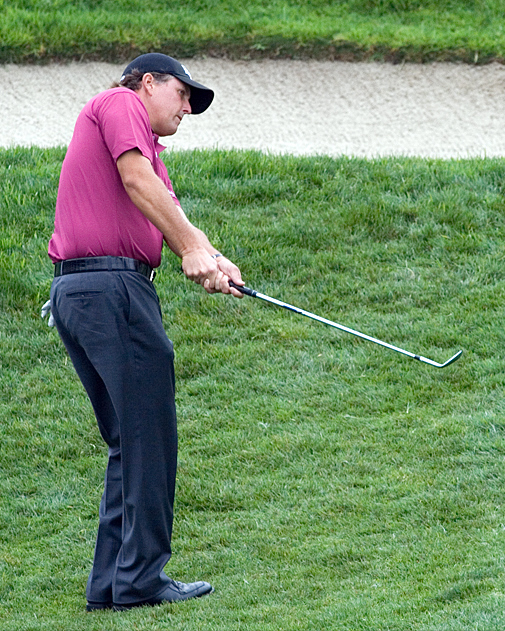
Mickelson

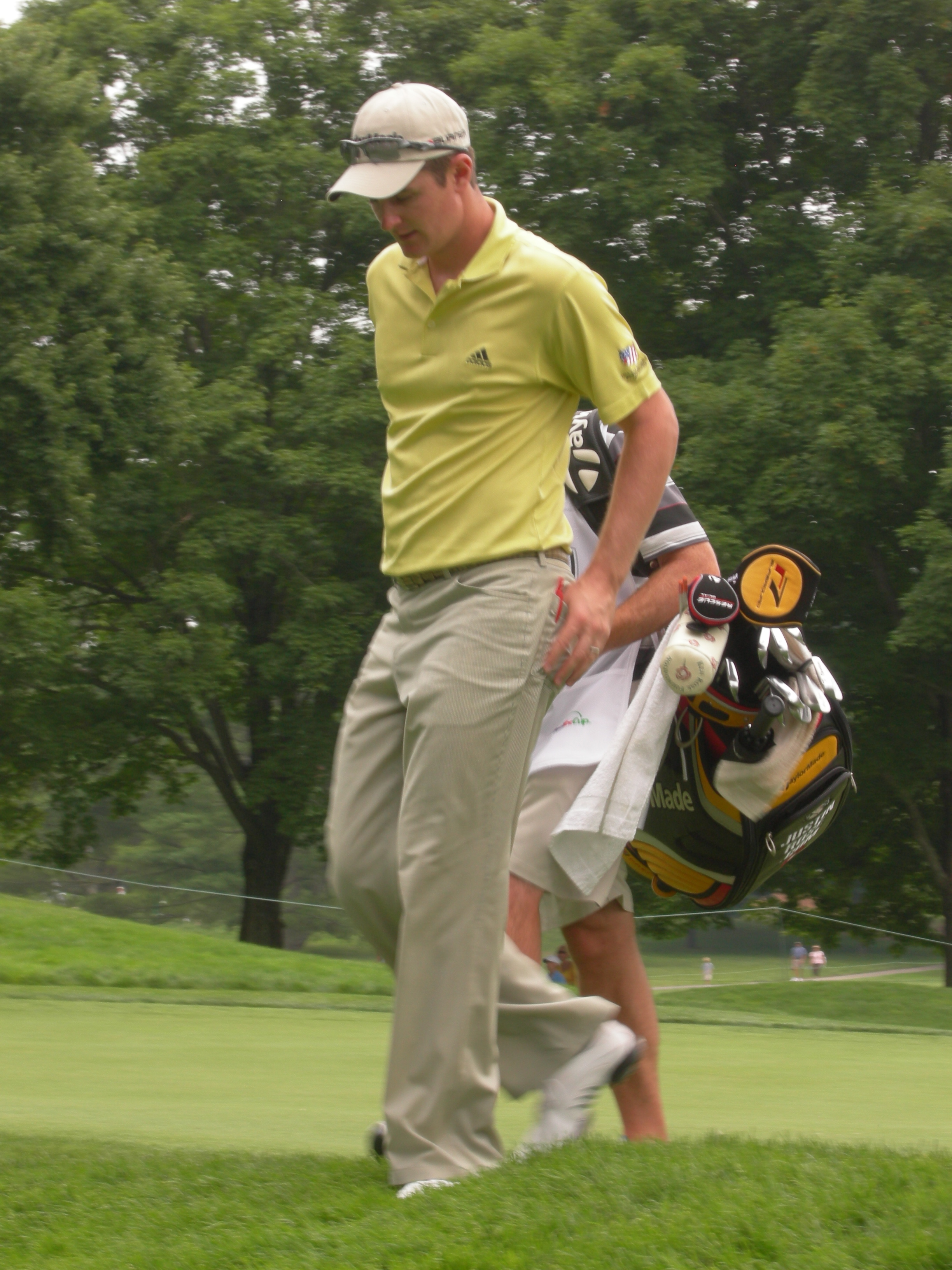
Rose

De scores van ronde 4 waren slecht. Jason Dufner en Matsuyama maakten 67, Laird 68, Mike Weir, Shawn Stefani en Ernie Els 69, maar verder waren alle scores par of hoger. Stefani maakte een hole-in-one op hole 17.

Steve Stricker stond op de 2de plaats toen hij begon, maar sloeg op hole 2 zijn bal twee keer out of bounds, hij maakte een 8 en kon de schade niet meer herstellen. 

Mickelson maakte op hole 3 een dubbelbogey en verloor de leiding. Deze werd overgenomen door Justin Rose, die al gauw Jason Day naast zich kreeg. Zij stonden toen level par, Mahan op +1 en Mickelson op +2. Maar Rose en Day maakten een dubbelbogey op hole 11 en Mickelson een eagle op hole 10, dus toen stond hij weer aan de leiding. 

Het verschil tussen Mickelson en Rose was nooit meer dan één slag. Toen Rose op hole 16 een bogey maakte, moest hij op +1 de leiding weer delen met Mahan en Mickelson. Jason Day volgde hen op +2.

Het werd Rose niet te moeilijk gemaakt, want op hole 15 maakte Mickelson een bogey en Mahan zelfs een dubbelbogey. Rose maakte een par op de laatste hole en moest toen afwachten hoe de anderen, die twee holes achter hem speelden, zouden eindigen.
Mickelson kon met een birdie een play-off afdwingen. Mickelson eindigde echter met een bogey, en Justin Rose was de eerste Engelse winnaar sinds Tony Jacklin het US Open in 1970 won.
| Naam              | Score R1 | Score R1 | Nr  | Score R2 | Score R2 | Totaal | Nr  | Score R3 | Score R3 | Totaal | Nr  | Score R4 | Score R4 | Totaal | Nr  |
| ----------------- | -------- | -------- | --- | -------- | -------- | ------ | --- | -------- | -------- | ------ | --- | -------- | -------- | ------ | --- |
| Justin Rose       | 71       | +1       | T15 | 69       | −1       | par    | T3  | 71       | +1       | +1     | T5  | 70       | par      | +1     | 1   |
| Phil Mickelson    | 67       | −3       | 1   | 72       | +2       | −1     | T1  | 70       | par      | −1     | 1   | 74       | +4       | +3     | T2  |
| Jason Day         | 70       | par      | T5  | 74       | +4       | +4     | T20 | 68       | −2       | +2     | 8   | 71       | +2       | +3     | T2  |
| Hunter Mahan      | 72       | +2       | T32 | 69       | −1       | +1     | T10 | 69       | −1       | par    | T2  | 75       | +5       | +4     | 4   |
| Jason Dufner      | 74       | +4       | T68 | 71       | +1       | +5     | T26 | 73       | +3       | +8     | T21 | 67       | −3       | +5     | T5  |
| Ernie Els         | 71       | +1       | T15 | 72       | +2       | +3     | T16 | 73       | +3       | +6     | T14 | 69       | −1       | +5     | T5  |
| Billy Horschel    | 72       | +2       | T32 | 67       | −3       | −1     | T1  | 72       | +2       | +1     | T5  | 74       | +4       | +5     | T5  |
| Steve Stricker    | 71       | +1       | T15 | 69       | −1       | par    | T3  | 70       | par      | par    | T2  | 76       | +6       | +6     | T8  |
| Luke Donald       | 68       | −2       | 2   | 72       | +2       | par    | T3  | 71       | +1       | +1     | T5  | 75       | +5       | +6     | T8  |
| Rickie Fowler     | 70       | par      | T5  | 76       | +6       | +6     | T46 | 67       | −3       | +3     | 9   | 74       | +4       | +7     | T10 |
| Nicolas Colsaerts | 69       | −1       | T3  | 72       | +2       | +1     | T6  | 74       | +4       | +5     | T11 | 72       | +2       | +7     | T10 |
| Charl Schwartzel  | 70       | par      | T5  | 71       | +1       | +1     | T6  | 69       | −1       | par    | T2  | 78       | +8       | +8     | 14  |
| Michael Kim       | 73       | +3       | T46 | 70       | par      | +3     | T16 | 71       | +1       | +4     | 10  | 76       | +6       | +10    | T17 |
| Ian Poulter       | 71       | +1       | T15 | 71       | +1       | +2     | T10 | 73       | +3       | +5     | T11 | 76       | +6       | +11    | T21 |
| Cheng-Tsung Pan   | 72       | +2       | T32 | 72       | +2       | +4     | T20 | 75       | +5       | +9     | T31 | 76       | +6       | +15    | T45 |
| Adam Scott        | 72       | +2       | T32 | 75       | +5       | +7     | T53 | 73       | +3       | +10    | T39 | 75       | +5       | +15    | T45 |
| Russell Knox      | 69       | −1       | T3  | 75       | +5       | +4     | T23 | 77       | +7       | +11    | T44 | 74       | +4       | +15    | T45 |
| Kevin Phelan (Am) | 71       | +1       | T15 | 77       | +7       | +7     | T53 | 78       | +8       | +15    | T65 | 74       | +4       | +20    | T62 |

| Leider |  | Toernooirecord |  | MC = missed cut = cut gemist |  | DQ = disqualified |

## Spelers
| Automatisch gekwalificeerd - Keegan Bradley 1 - Ángel Cabrera 13 (2007) - Michael Campbell 14 (2005) - Roger Chapman * - Kevin Chappell 2 - KJ Choi 12 - Stewart Cink 17 - Tim Clark 9 - Darren Clarke 12 - Nicolas Colsaerts 2 - Jason Day 2 - Luke Donald 9 - Jason Dufner 6 - Ernie Els 17 - Rickie Fowler 4 - Jim Furyk 18 (2003) - Sergio García 13 - Robert Garrigus 4 - Lucas Glover 7 (2009) - Retief Goosen 15 (2001, 2004) - Bill Haas 4 - Peter Hanson 6 - Pádraig Harrington 15 - John Huh * - Dustin Johnson 5 - Zach Johnson 9 - Martin Kaymer 5 - Matt Kuchar 10 - Hunter Mahan 7 - Graeme McDowell 7 (2010) - Rory McIlroy 4 (2011) - Phil Mickelson 22 - Ryan Moore 6 - Geoff Ogilvy 9 (2006) - Louis Oosthuizen 3 - John Peterson 1 - - Carl Pettersson 6 - Scott Piercy 3 - Ian Poulter 9 - Justin Rose 7 - Charl Schwartzel 6 - Adam Scott 11 - John Senden 4 - Webb Simpson 2 (2012) - Brandt Snedeker 6 - Henrik Stenson 6 - Steve Stricker 17 - Michael Thompson 2 - David Toms 16 - Bo Van Pelt 6 - Nick Watney 6 - Bubba Watson 6 - Lee Westwood 13 - Casey Wittenberg 5 - Tiger Woods 17 (2000,'02,'08) - Y.E. Yang 4 | Kwalificatietoernooien USA Big Canyon CC & Newport Beach CC - Bi-o Kim * - Steven Alker * - Roger Tambellini 1 - Cory McElyea * - Max Homa * Brookside G&CC & The Lakes G&CC - Charley Hoffman 2 - David Hearn 2 - Nicholas Thompson * - Robert Karlsson 3 - Josh Teater * - David Lingmerth * - Brandt Jobe 12 - Brendan Steele * - Ted Potter Jr * - Aaron Baddeley 7 - Lukas Guthrie * - Rory Sabbatini 10 - Justin Hicks 1 - Sang-moon Bae 3 - Douglas Labelle II 1 Century CC & Old Oaks CC - Jesse Smith * - Gavin Hall (AM) * - Geoffrey Sisk 6 - Jim Herman 2 Colonial Country Club - Kevin Sutherland 8 - Shawn Stefani 1 - Jerry Kelly 9 - Morgan Hoffmann 2 - Joe Ogilvie 5 - Scott Langley 2 - Brandon Crick * - Alistair Presnell 1 - Andrew Svoboda 3 Hawks Ridge Golf Club - Ryan Nelson 1 - Michael Kim (AM) * - Grayson Murray (AM) * Lakewood Country Club - Matt Weibring * - Edward Loar 1 - Jordan Spieth * - Zach Fischer * - Ryan Palmer 3 Old Warson Country Club - Jay Don Blake 11 - Mackenzie Hughes * Ritz-Carlton Members Golf Club - Kevin Phelan 1 (AM) - John Hahn * - Kohn Nieporte * - David Snyder * (AM) | Springfield Country Club - Brian Stuart * (−11) - Brandon Brown * Tumble Creek Club - Wil Collins 1 - Cheng-Tsung Pan 1 Woodmont Country Club - Russell Knox * - Randall Hutchison * - Adam Hadwin 1 - Ryan Sullivan * - Matt Harmon * - Cliff Kresge 2 - Mathew Goggin 3 - Matt Bettencourt 3 Kwalificatietoernooi Japan - Hideki Matsuyama * - Jung-Gon Hwang * - Yui Ueda * - Yoshinobu Tsukada * - Hiroyuki Fujita 3 Kwalificatietoernooi Walton Heath - Paul Casey 9 - Simon Khan 2 - Jaco Van Zyl * - Morten Ørum Madsen * - Marcus Fraser 1 - Peter Hedblom 2 - Eddie Pepperell * - John Parry * - José María Olazabal 17 - David Howell 4 - Chris Doak * - Tano Goya * Amateurs - Steven Fox (US Amateur) * - Michael Weaver (finalist US Amateur) * - Gavin Hall * WAGR 902 - Max Homa * - Michael Kim WAGR 9 - Cory McElyea * - Grayson Murray * WAGR 2066 - Kevin Phelan 1 WAGR 39 - David Snyder * WAGR 2821 - Chris Williams * * = eerste deelname aan het US Open. 3 = 3 eerdere deelnames WAGR=Wereldranglijst amateurs |

Vijf amateurs hebben zich via de kwalificatietoernooien voor het US Open geplaatst. Twee professionals hebben hun 36-holes toernooi gewonnen met een score van −11.

Chris Williams kreeg een wildcard na het winnen van de 2012 Mark H. McCormack Award.
Enkele getallen
- Er waren zes linkshandige spelers: Scott Langley, Edward Loar, Phil Mickelson, Ted Potter Jr, Mike Weir en amateur Gavin Hall
- Er waren 18 spelers die tien keer of meer hadden meegedaan, w.o. Jay Don Blake, die in 2013 als enige ook het Senior US Open speelt.
- Er waren 48 debutanten. De meest opvallende was de 63-jarige Engelsman Roger Chapman, in 2012 winnaar van de US Senior PGA, het US Senior Open en de Europese Senior Order of Merit.

1895 ·
1896 ·
1897 ·
1898 ·
1899 ·
1900 ·
1901 ·
1902 ·
1903 ·
1904 ·
1905 ·
1906 ·
1907 ·
1908 ·
1909 ·
1910 ·
1911 ·
1912 ·
1913 ·
1914 ·
1915 ·
1916 ·
1917 · 
1918 · 
1919 ·
1920 ·
1921 ·
1922 ·
1923 ·
1924 ·
1925 ·
1926 ·
1927 ·
1928 ·
1929 ·
1930 ·
1931 ·
1932 ·
1933 ·
1934 ·
1935 ·
1936 ·
1937 ·
1938 ·
1939 ·
1940 ·
1941 ·
1942 ·
1943 · 
1944 ·
1945 ·
1946 ·
1947 ·
1948 ·
1949 ·
1950 ·
1951 ·
1952 ·
1953 ·
1954 ·
1955 ·
1956 ·
1957 ·
1958 ·
1959 ·
1960 ·
1961 ·
1962 ·
1963 ·
1964 ·
1965 ·
1966 ·
1967 ·
1968 ·
1969 ·
1970 ·
1971 ·
1972 ·
1973 ·
1974 ·
1975 ·
1976 ·
1977 ·
1978 ·
1979 ·
1980 ·
1981 ·
1982 ·
1983 ·
1984 ·
1985 ·
1986 ·
1987 ·
1988 ·
1989 ·
1990 ·
1991 ·
1992 ·
1993 ·
1994 ·
1995 ·
1996 ·
1997 ·
1998 ·
1999 ·
2000 ·
2001 ·
2002 ·
2003 ·
2004 ·
2005 ·
2006 ·
2007 ·
2008 ·
2009 ·
2010 ·
2011 ·
2012 ·
2013 ·
2014 ·
2015 ·
2016 ·
2017 ·
2018 ·
2019 ·
2020 ·
2021